# ガリア科
ガリア科（ガリアか、学名: Garryaceae）は、双子葉植物の科の一つで、1属18種ほどからなる。
クロンキスト体系ではミズキ目に含められていた。APG植物分類体系ではアオキ属（従来はミズキ科に入れることが多かった）およびトチュウ科とともにガリア目とされている。また、アオキ属は独立のアオキ科ともするが、ガリア科に近縁なので、ガリア科に含めてもよいとされる。

## 形態・生態
常緑低木。
雌雄異株で尾状花序をつける。

## 分布
北米西部から中米・西インド諸島に分布する。

## 下位分類
- アオキ属 Aucuba - アオキ など
- ガリア属 Garrya

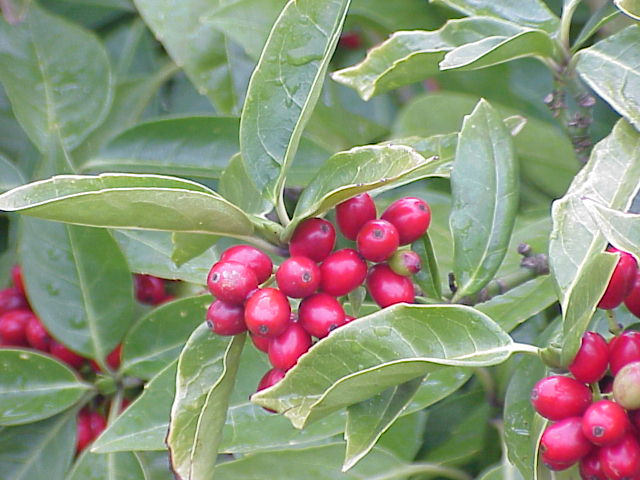
アオキ